# Transports en Finlande

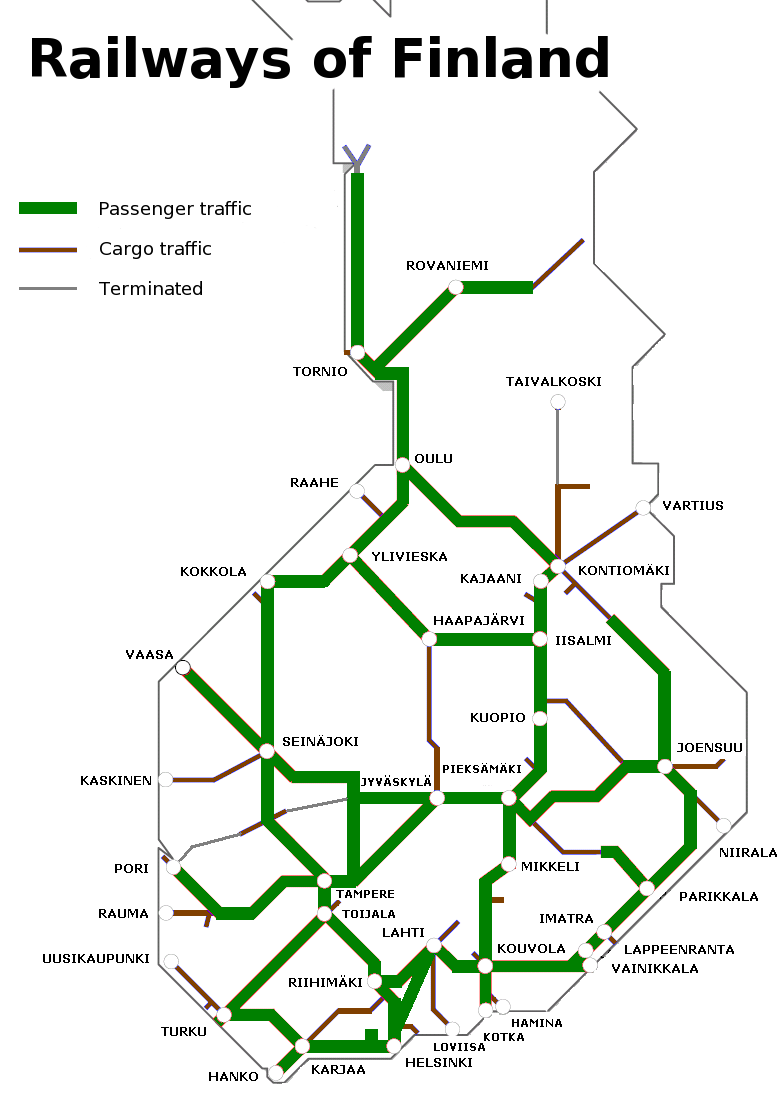
Réseau ferré de Finlande

Les moyens de transport en Finlande sont très développés. Parmi les facteurs qui influent sur la circulation, mentionnons la faible densité de population et les longues distances entre les villes, le climat froid, le gel des cours d'eau et les terres enneigées en hiver.
Le vaste réseau routier est utilisé par la plupart des transports intérieurs de marchandises et de passagers. En 2010, le réseau de routes principales du pays a une longueur totale d'environ 78 162 kilomètres et l'ensemble des routes publiques 104 161 kilomètres. Le réseau autoroutier totalise 779 kilomètres avec 124 kilomètres supplémentaires réservés uniquement à la circulation automobile. Les taxes sur les véhicules et les carburants représentent environ 1,5 milliard d'euros à 1 milliard d'euros.
La principale porte d'entrée internationale pour les passagers est l'aéroport d'Helsinki-Vantaa, avec plus de 17 millions de passagers en 2016. Environ 25 aéroports offrent des services réguliers de transport de passagers. Ils sont financés par des redevances compétitives et l'aéroport rural peut être subventionné. Finnair (connue pour sa stratégie axée sur l'Asie), Nordic Regional Airlines fournissent des services aériens tant au niveau national, qu'international. Helsinki dispose d'un emplacement idéal pour les grandes routes périphériques entre l'Europe occidentale et l'Extrême-Orient. C'est pourquoi de nombreux voyageurs internationaux visitent Helsinki en escale entre l'Asie et l'Europe.
Malgré une faible densité de population, les contribuables dépensent chaque année environ 350 millions d'euros pour entretenir des voies ferrées de 5 865 kilomètres dans les nombreuses villes rurales. Les opérations sont privatisées et actuellement le seul opérateur est la VR-Yhtymä Oy, chemins de fer de l'État finlandais. Elle détient 5 % du marché des passagers (dont 80 % pour les déplacements urbains dans le Grand Helsinki) et 25 % pour le fret. Helsinki possède un réseau ferroviaire urbain.
Les brise-glaces gardent les 23 ports ouverts toute l'année. Il existe un trafic de passagers maritimes à partir d'Helsinki et de Turku et des liaisons maritimes avec Tallinn, Mariehamn, la Suède et plusieurs autres destinations.

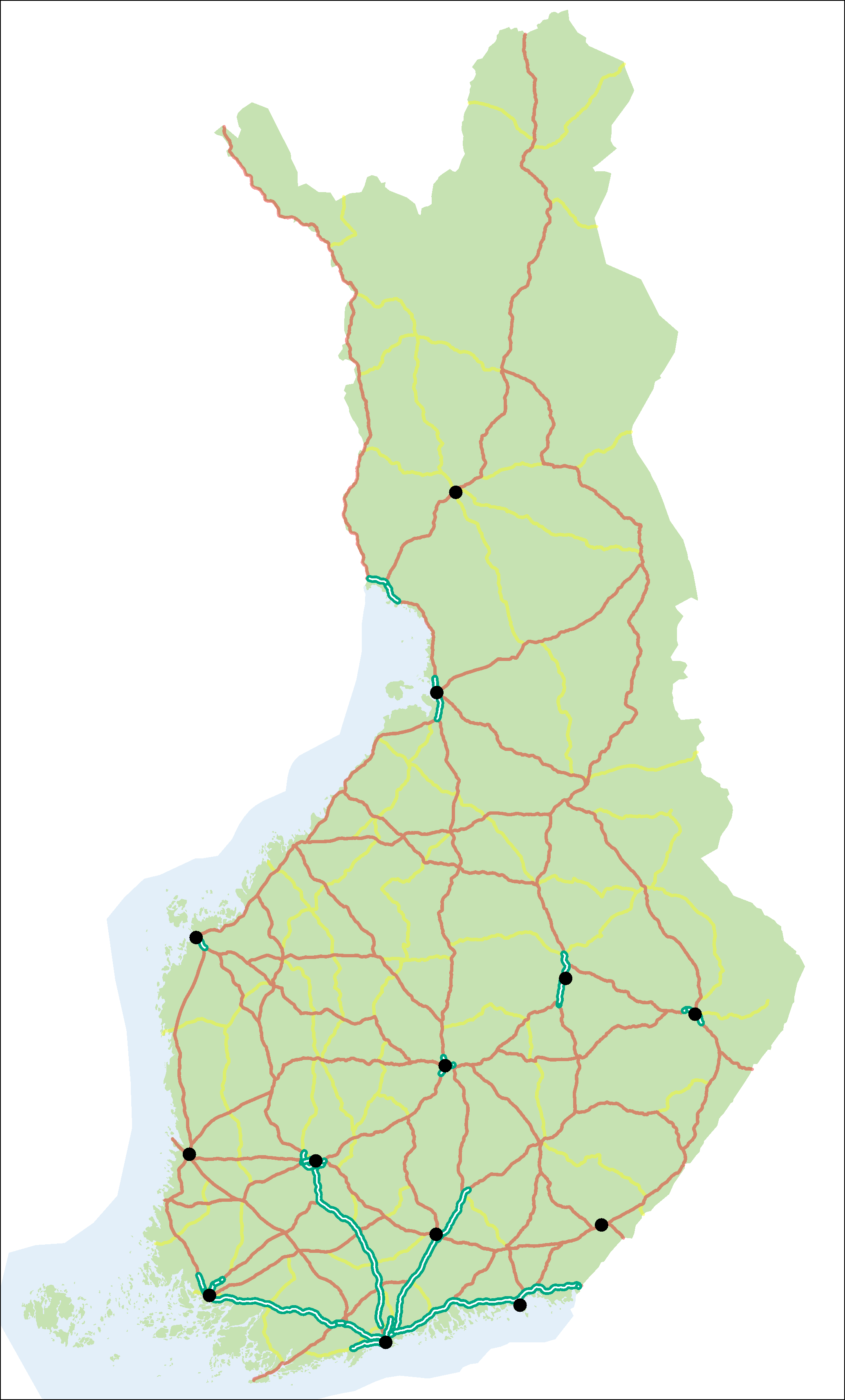
Le réseau routier principal de la Finlande. Les autoroutes sont indiquées sur la carte en vert, les autres routes principales en rouge et les routes secondaires en jaune.

## Transport routier
Le réseau routier est utilisé pour la plupart du trafic passager et de marchandises. En 2010, il représente 78 162 km de routes et autoroutes.
En 2010 la Finlande comptait 3 368 000 véhicules dont 2 877 000 automobiles, ce qui représente 627 véhicules pour 1000 habitants

### Routes nationales

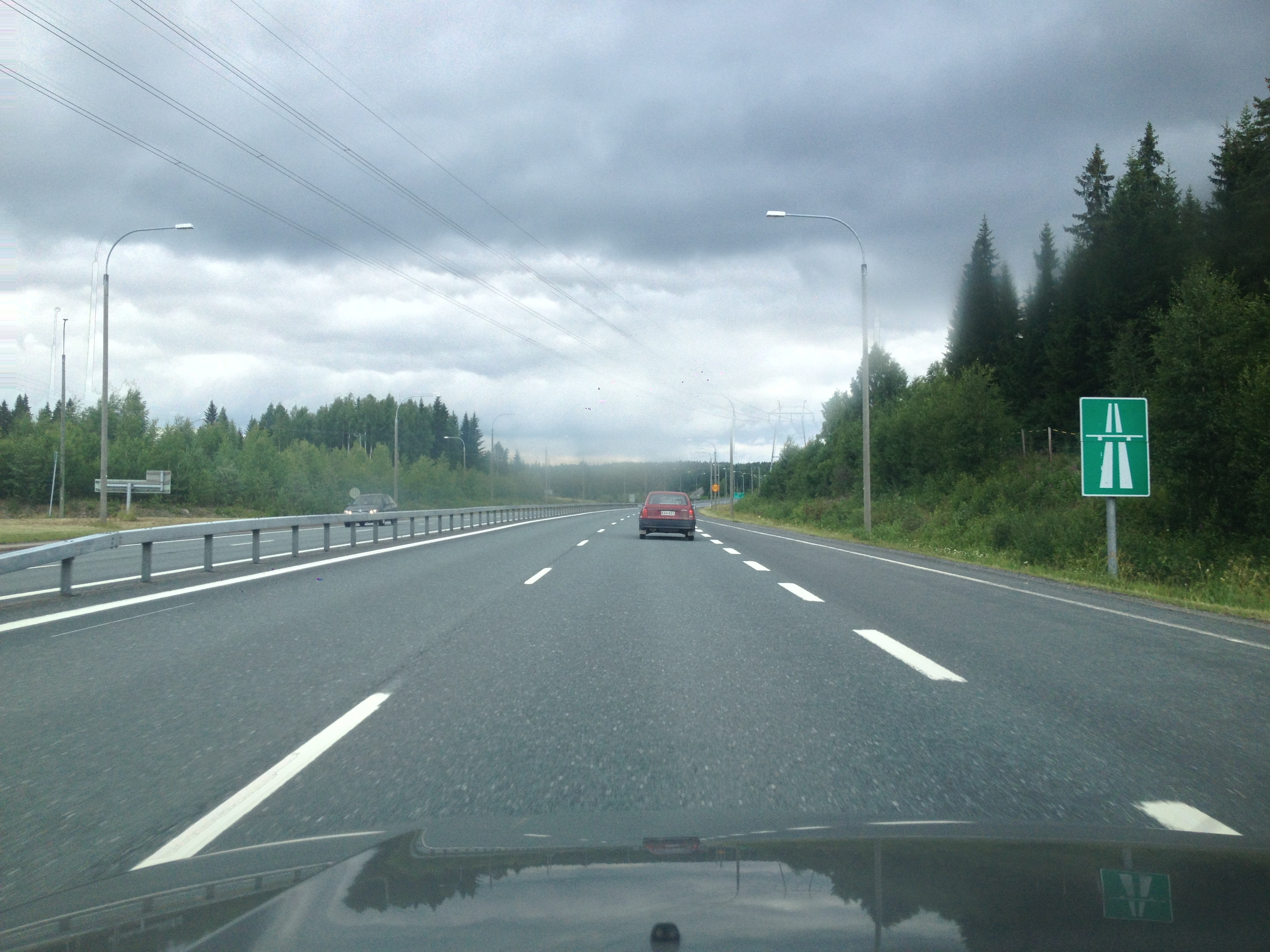
Route principale 5, à Kuopio.

Environ 64 % de l'ensemble de la circulation, sur les voies publiques, se fait sur les routes nationales (en finnois : valtatiet : 11 sont divisées en routes principales de classe I et de classe II (en finnois : kantatie).
Ces routes nationales ont été construites dans le pays depuis les années 1960, mais elles sont encore assez rares parce que le volume de trafic n'est pas assez important pour motiver leur construction. Il y a 863 kilomètres de routes nationales. Les tronçons les plus longs sont Helsinki-Turku (route principale 1/E18), Helsinki-Tampere (route principale 3 (E12), Helsinki-Heinola (route principale 4/E75) et Helsinki-Hamina (route principale 7/E18). L'autoroute la plus septentrionale du monde est également située en Finlande entre Keminmaa et Tornio (route principale 29/E8).
Il n'y a pas de routes à péage en Finlande.

### Limitations de vitesse

Panneau indicateur de vitesses en Finlande

Les limitations de vitesse varient en fonction de la période de l'année. La vitesse maximale autorisée sur les routes nationales est de 120 km/h en été et de 100 km/h en hiver. Les routes principales ont généralement des limitations de vitesse de 100 km/h ou 80 km/h. Les limites de vitesse dans les zones urbaines varient entre 30 km/h et 60 km/h . Si aucune autre limite de vitesse n'est indiquée, la limite de vitesse générale en Finlande est de 50 km/h dans les agglomérations et de 80 km/h à l'extérieur,.

### Véhicules

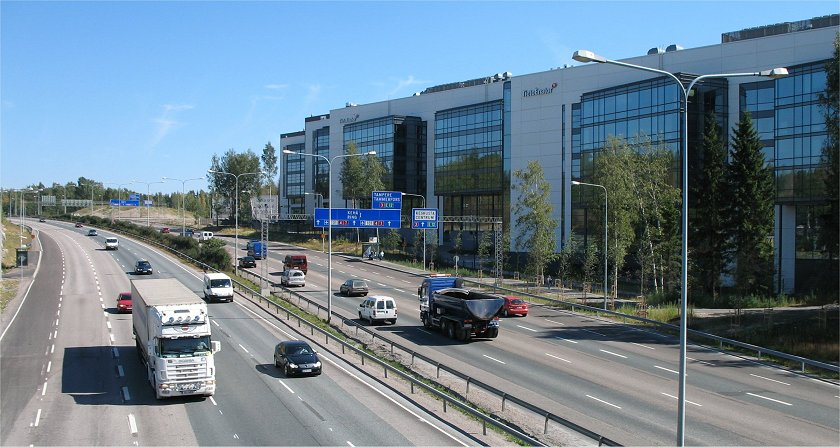
Route de contournement à Lassila.

En 2013, il y avait 4,95 millions de véhicules immatriculées, dont 2,58 millions de voitures. L'âge moyen des voitures (à l'exclusion des voitures de musée) est supérieur à douze ans et les voitures sont généralement détruites à l'âge de 24 ans. En 2015, 123 476 véhicules neufs ont été immatriculés en Finlande. Environ 550 000 à 600 000 véhicules d'occasion sont vendus chaque année en Finlande. De 2011 à 2014, la marque de voiture la plus vendue était Volkswagen. Elle détenait une part de marché de 12 % des voitures neuves. À la fin de 2013, le nombre de motocyclettes en circulation était de 235 204, soit 1,6 % de plus que l'année précédente. Il y avait également 301 012 véhicules utilitaires, 96 733 camions et 12 183 autobus, soit dans l'ordre 0,6 % de plus que l'année précédente, 0,02 % de camions et 1,4 % de bus.
En 2015, une expérience a été menée, dans laquelle le consommateur bénéficiait d'une remise substantielle s'il remettait une vieille voiture de plus de dix ans et en achetait une neuve avec de faibles émissions de dioxyde de carbone.

### Volumes du trafic

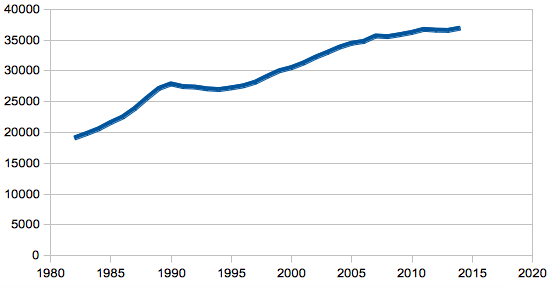
Circulation routière sur les routes principales, de 1982 à 2014 (millions de véhicules par année).

Sur les routes finlandaises, un total de 36 926 millions de kilomètres a été parcouru, en voiture en 2014. La plus grande partie du voyage a été effectuée sur des sections de route avec une limitation de vitesse de 100 km/h. Sur les routes les plus fréquentées, à Helsinki, Tampere et Turku, il y avait en moyenne plus de 30 000 voitures par jour. Au deuxième trimestre 2015, 63 millions de tonnes de marchandises ont été transportées en camions.
D'après une enquête sur la circulation, réalisée entre 2010-2011, la distance moyenne de voyages courts est de 1,8 kilomètre par jour.
L'État a créé des milliers de kilomètres de pistes cyclables en Finlande, toutefois la plupart de la circulation cycliste est réalisée sur le réseau routier municipal.

### Circulation piétonne et cycliste

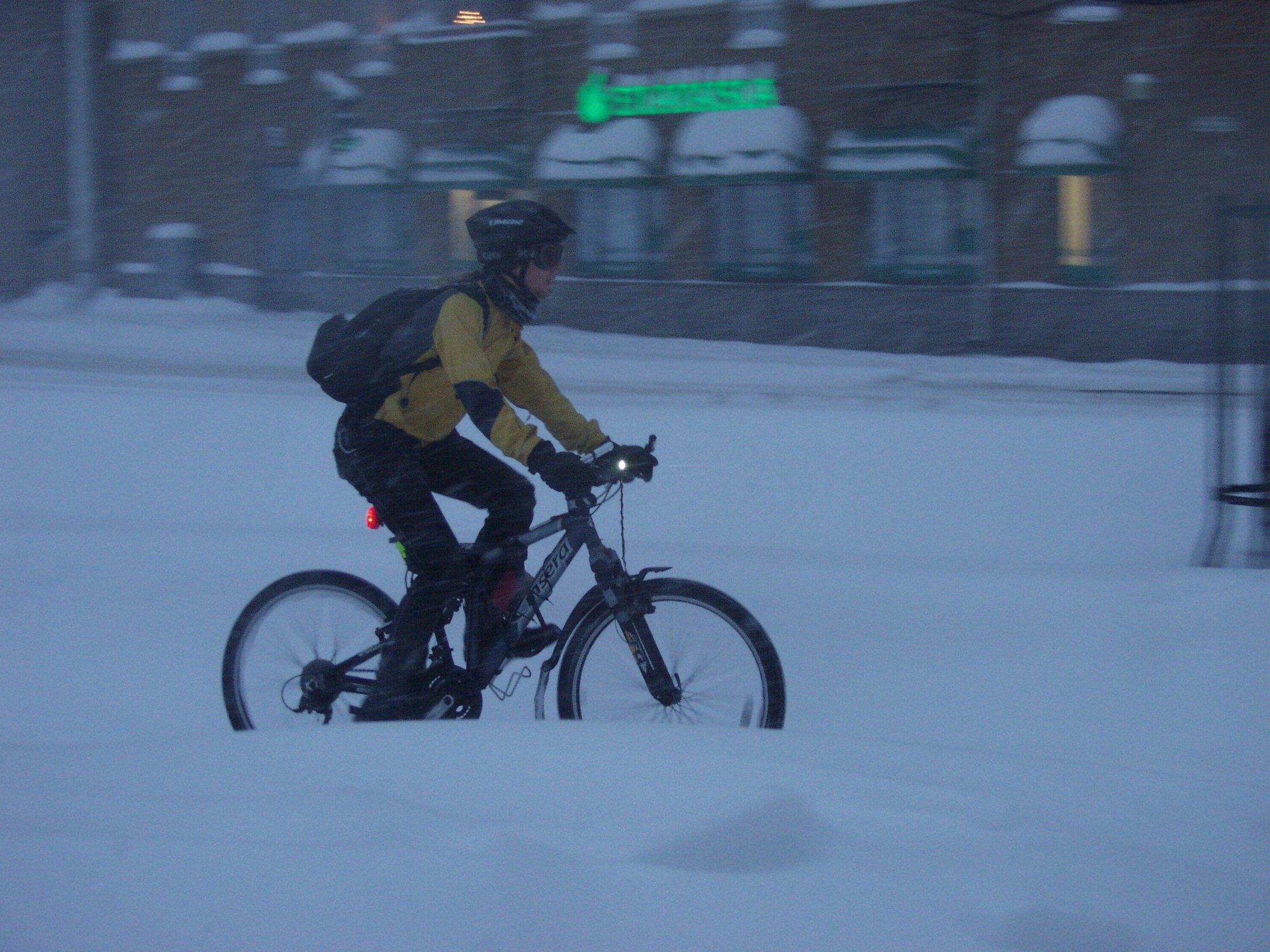
À vélo, l'hiver, à Helsinki.

En Finlande, l'objectif est d'augmenter le volume de piétons et de cyclistes et d'améliorer leurs conditions au sein du réseau de transport.
La stratégie nationale pour les piétons et les cyclistes a été achevée en 2011 et le programme d'action date de 2012. Selon ceux-ci, la marche et le cyclisme sont promus en renforçant la sécurité, en influençant les attitudes, en améliorant la qualité des allées et en créant un réseau de services. Étant donné que la longueur du voyage a une influence importante sur le choix de l'itinéraire, la marche et le vélo peuvent être promus par les villes et par zones de sorte que les services soient également accessibles à pied et à vélo. La promotion du cyclotourisme a été favorisée par la création d'un réseau national de pistes cyclables longeant les routes de campagne à travers des sites historiquement importants et des grandes villes.
À Helsinki, la proportion d'autobus pour les transports publics, à l'automne 2011, représentait environ 11 % de tous les trajets. Bien que la popularité du cyclisme ait augmenté au XXIe siècle, sa part est beaucoup plus faible que, par exemple, à Copenhague, où environ 35 % de tous les déplacements professionnels et scolaires ont été effectués à vélo.
La voie de circulation douce Baana est précurseur du réseau Baana d'Helsinki.
Dans les lignes directrices pour la conception des itinéraires cyclables d'Helsinki, publiées en 2016, le cyclisme est traité comme un trafic de véhicules et n'est plus associé à la circulation piétonnière.
En 2009, 21 % des voyages cyclistes ont été effectués à Oulu et la ville a reçu un prix pour la promotion du cyclisme.

### Transports publics

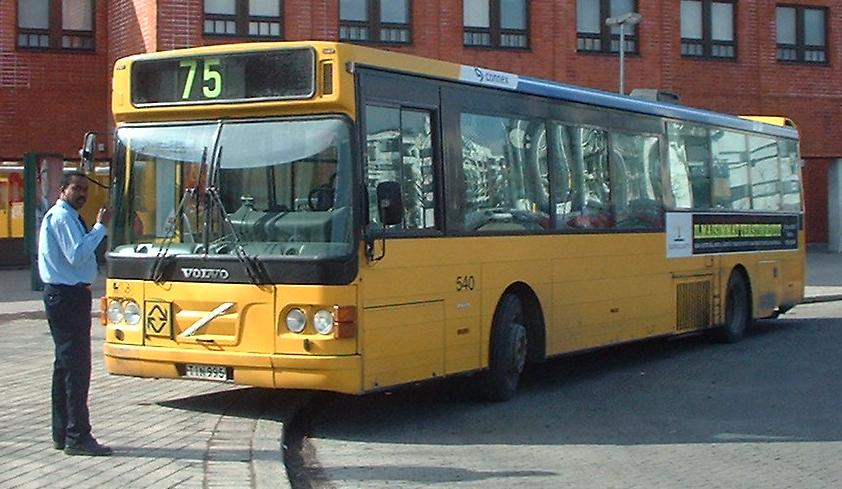
Bus municipal arrivant à la station Puistola au nord de Helsinki.

Les autocars sont principalement exploités par des compagnies privées et offrent des services à l'échelle du pays.
Il existe un vaste réseau de services assurés par des groupes comme ExpressBus, Koiviston Auto ou Savonlinja avec des connexions vers toutes les grandes villes et les zones rurales les plus importantes, le réseau de bus Onnibus a une offre à faible coût.
Les gares routières du pays sont exploitées par l'entreprise Matkahuolto.
Les services d'autobus locaux, dans les villes ont souvent été étroitement réglementés par les conseils municipaux.
De nombreux conseils municipaux ont également leurs propres exploitants d'autobus, comme Tampere City Transit (TKL), qui exploite certaines lignes d'autobus sur une base commerciale en concurrence avec des fournisseurs privés. Les lignes d'autobus régionales ont été réglementées par l'administration provinciale pour protéger les anciennes sociétés de transport en commun, ce qui a mené à des situations de cartel, comme TLO (en) dans la région de Turku, mais il existe également des organismes régionaux de réglementation puissants, comme les Transports de la région d’Helsinki (HSL/HRT), dont les lignes sont mises en concurrence.

### Accidents
En 2015, le nombre d'accidents de la route ayant entraîné des blessures corporelles s'élevait à 5 164 avec 266 morts et pour le mois d'octobre 2017, il y a eu 368 accidents faisant 463 blessés et 22 morts. Le nombre de tués par million d'habitants est juste en dessous de la moyenne européenne. La sécurité routière s'est considérablement améliorée depuis le début des années 1970, lorsque, dans la circulation routière, plus d'un millier de personnes mourraient chaque année.
En 2024, la Finlande gagne le prix de l'European Transport Safety Council (ETSC) pour ses progrès en sécurité routière dépassant les autres pays européens, avec une réduction de la mortalité routière de 29% sur la décennie 2013-2023. En particulier, la Finlande a une approche holistique de la mortalité routière et est l'un des uniques pays européens à conduire des enquêtes approfondies sur chaque collision mortelle singulière.

## Transport ferroviaire

### Chemins de fer

#### Le réseau

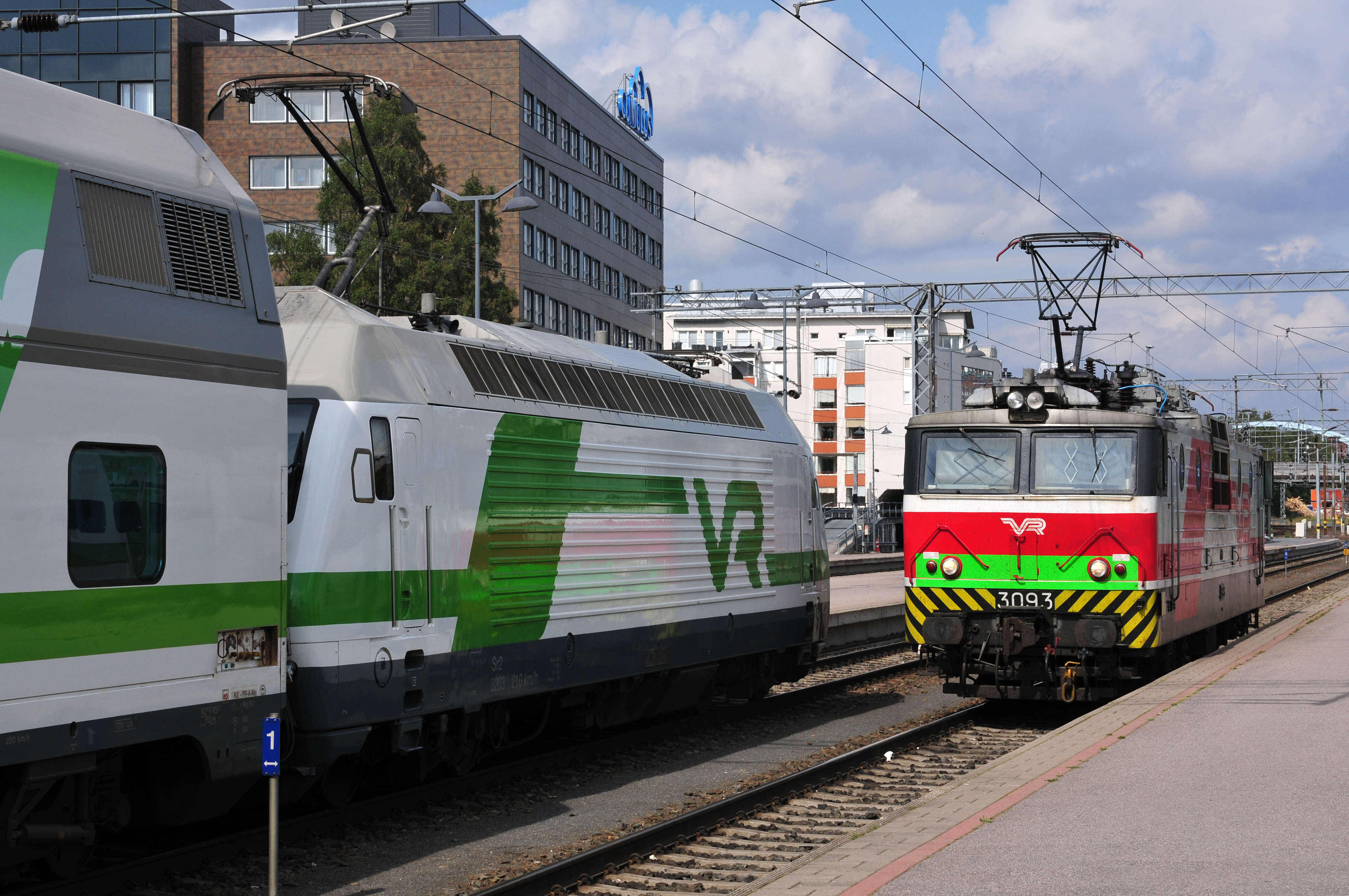
Train et locomotive en gare de Tampere.

À la fin de 2014, le réseau de gestion du trafic, exploité par l' Office des transports finlandais, était de 5 944 kilomètres, dont 3 256 kilomètres étaient électrifiés. L'écartement des rails est de 1 524 mm en Finlande, alors qu'elle est de 1 435 mm dans la plupart des pays d'Europe. La vitesse maximale autorisée des trains est de 220 kilomètres par heure et celle des trains de marchandises de 120 kilomètres par heure. Il y a environ 2 800 passages à niveau en Finlande.

#### Matériel roulant ferroviaire

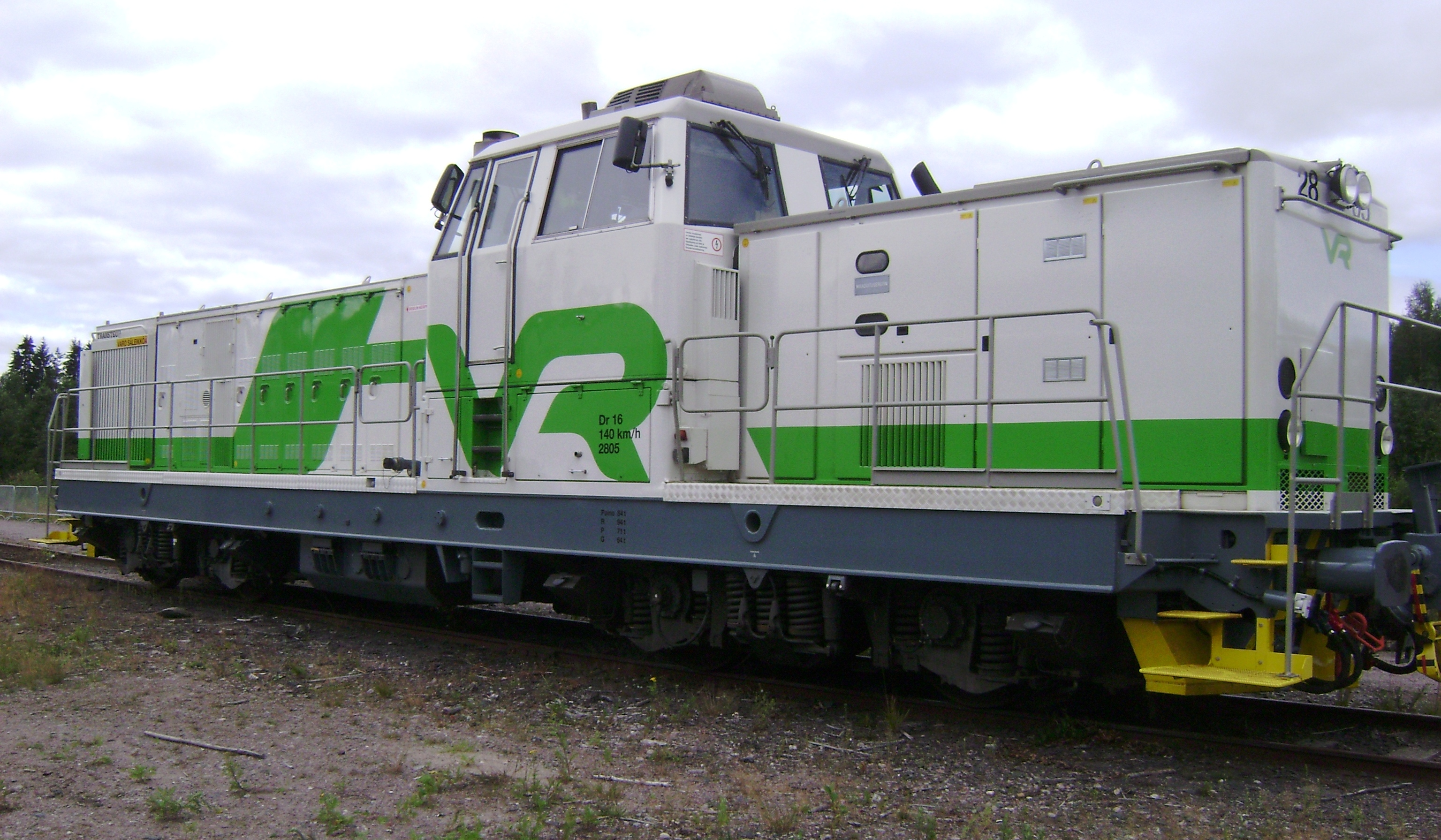
Une locomotive VR Class Dv16, près du musée ferroviaire de Finlande.

En Finlande, la seule compagnie de chemins de fer est VR-Yhtymä Oy (jusqu'en 1995, VR : Valtionrautatiet ou Chemins de Fer de l'Etat). Elle gère l'exploitation des services ferroviaires de fret et de voyageurs pour le pays. La maintenance et la construction du réseau ferroviaire sont sous la responsabilité de l'office des transports finlandais.
Le parc ferroviaire comprend 155 locomotives électriques. Les anciennes construites dans les années 1970, en Union soviétique ont été remplacés par des locomotives électriques modernes de Siemens. Il existe plus de 200 locomotives diesel, mais avec l'électrification du réseau ferroviaire, leur utilisation a été réduite. Le renouvellement des locomotives diesel est également prévu.
Les locomotives existantes sont de trois types : la VR Class Dv12 (en) de 1960, le VR Class Dv14 (en) de 1970 et le VR Class Dv16 (en) de 1980. Les locomotives Dr16 sont utilisées dans le nord de la Finlande et sur la ligne Joensuu–Kontiomäki, tandis que la Dr14 se déplace principalement dans les gares de triage.

#### Volume de trafic ferroviaire
En 2015, lors du troisième trimestre, de juillet à septembre, 19 millions de services de transport de passagers sur de longues et courtes distances ont été effectués en Finlande, soit plus de 200 000 trajets par jour. Le trafic de passagers a augmenté mais le trafic de fret a diminué. Il existe quatre allers-retours quotidiens pour Saint-Pétersbourg et un aller-retour pour Moscou, le samedi.

### Tramway et métro léger

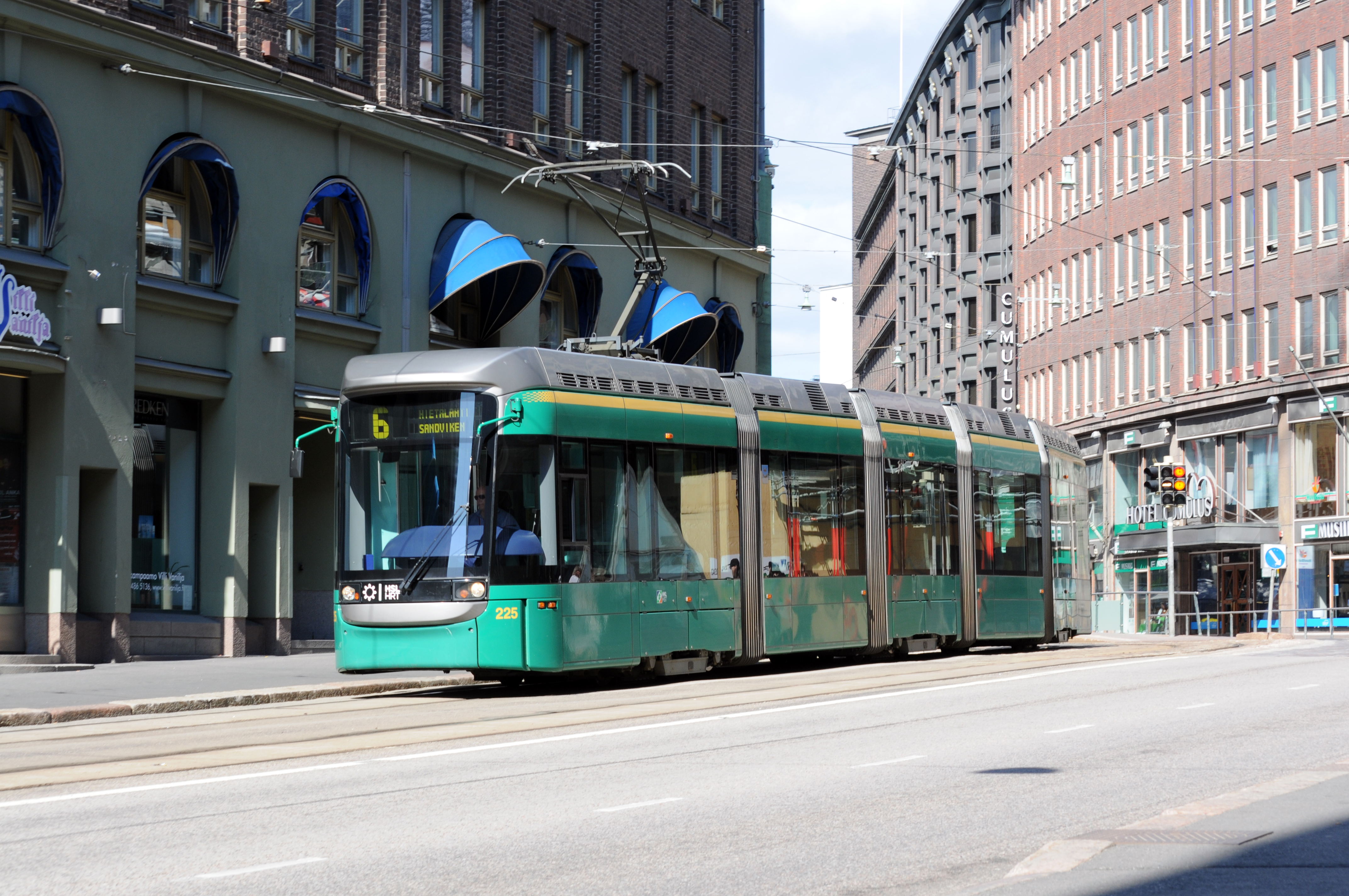
Le tramway d'Helsinki.

Les tramways en Finlande remontent au réseau de tramways de Turku (en), qui étaient tirés par des chevaux. Celui-ci a commencé à fonctionner en 1890 jusqu'en 1892. La traction par tramway électrique a commencé en Finlande en 1900 et les tramways, tirés par des chevaux, ont cessé de fonctionner en 1917.
Bien qu'il y ait eu trois réseaux de tramways finlandais, entre 1912 et la Seconde Guerre mondiale, il n'en reste plus qu'un en Finlande, depuis 1972, celui de Helsinki. Il est complété par le trolleybus.
Cependant, il y a eu, et il y a encore, un certain nombre de propositions visant à créer de nouveaux réseaux, sous forme de métro léger, ailleurs dans le pays.
Dans la zone métropolitaine d'Helsinki, il y a également les trains de banlieue et le métros pour la circulation locale. Ce dernier transport ne comprend qu'une ligne, longue de 35 km, elle dessert 25 stations avec un parcours en partie en surface et se terminant au nord-est par une fourche.
Il n'y a pas de voie ferrée dans les autres villes, mais une ligne de tramway en construction à Tampere, sera achevée en 2021.

## Transport maritime
L'administration maritime finlandaise est responsable de l'entretien du réseau de voies navigables finlandais.

### Voies navigables et ports

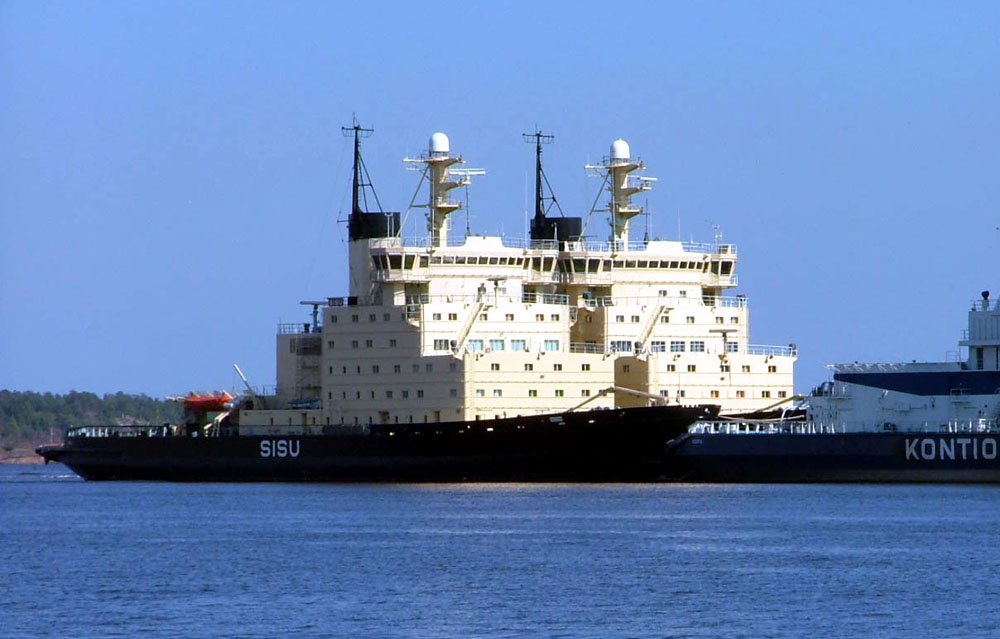
Les brise-glaces Sisu et Urho à Katajanokka, Helsinki, en août 2004.

Les voies navigables finlandaises mesurent 16 200 kilomètres, dont 3 900 kilomètres de routes commerciales, environ 7 600 kilomètres de chenaux maritimes et 7 900 kilomètres de voies navigables intérieures (rivières, canaux et lacs). Le canal de Saimaa relie le lac Saimaa, et donc une grande partie du système fluvial finlandais, à la mer Baltique et à la baie de Vyborg en Russie. Le canal, commencé en 1845 a été ouvert au trafic en 1856. Il mesure 43 kilomètres. Cependant, la partie inférieure du canal est située en Russie. Pour faciliter le transport maritime, la Finlande loue le tronçon russe du canal à la Russie, sur la base de l'accord initial avec l'Union soviétique, qui date de 1963. En 2013, le tonnage total de transports sur le canal de Saimaa, était de 2,8 millions de tonnes.
Le port de Hamina-Kotka est le plus grand port maritime de Finlande, tandis que le port d'Helsinki est celui qui a le plus de passagers et est aussi un important port de marchandises. 
Par ordre de tonnage, les cinq plus grands ports de Finlande sont, Hamina-Kotka, Helsinki, Rauma, Sköldvik et Naantali. En 2030, le volume de transport devrait atteindre 150 millions de tonnes.
Le commerce extérieur et le développement économique de la Finlande dépendent de sa capacité de navigation durant toute l'année. En effet, 90 % des exportations et 70 % des importations sont gérées par la mer. Aussi, les 23 ports de Finlande restent ouverts toute l'année et ils sont surveillés par des brise-glaces pendant l'hiver. Dans le golfe de Botnie, les brise-glaces sont présents pendant 6 mois, tandis que dans le golfe de Finlande, ils servent durant 3 mois. L'entreprise publique Arctia opère dans la mer Baltique, depuis 1954, avec désormais cinq brise-glaces traditionnels : Voima , Sisu , Urho, Kontio et Otso. En 2016, un brise-glace de nouvelle génération, avec des hélices qui tournent à 360°, le Polaris, a été ajouté à la flotte existante.

### Flotte finlandaise

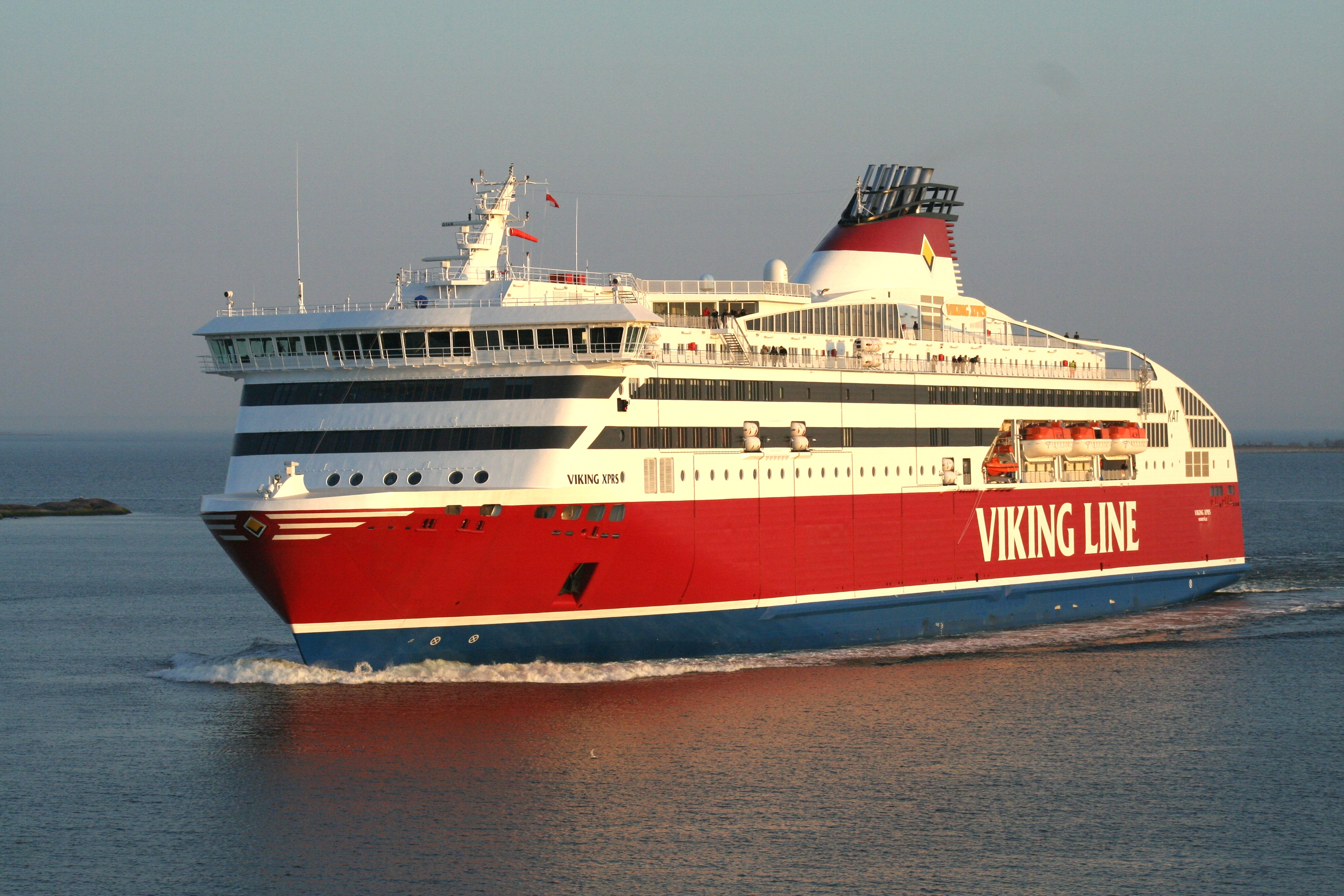
Bateau de la Viking Line à l'approche d'Helsinki

En 2016, il y avait 554 000 embarcations et hors-bords en Finlande, dont plus de la moitié étaient de petits bateaux à moteur (moteur jusqu'à 20 chevaux) et 3 % de bateaux à voile.
En septembre 2015, le registre des navires comptait 699 navires de plus de 15 mètres de long. Parmi ceux-ci, 80 étaient enregistrés à Åland. Parmi les navires, 213 étaient des navires à passagers, 48 navires rouliers à passagers et dix navires-citernes. La taille de la flotte marchande a commencé à augmenter à partir de 2010, après avoir stagné de nombreuses années. La croissance est encouragée par la nouvelle taxe sur le tonnage et les concessions commerciales qui permettent aux compagnies maritimes d'immatriculer leurs navires sous pavillon finlandais.
Il existe de fréquents services de ferry assurant des liaisons vers l'Estonie et la Suède. Pour le transport domestique, des ferries raccordent les nombreuses îles au continent. La marine marchande compte 97 navires dont 25 cargos et 5 pétroliers. Les principaux ports sont Helsinki, Kotka, Naantali, Porvoo, Raahe, et Rauma.

## Transport aérien

### Généralités
L'espace aérien de la Finlande est contrôlé au niveau, FL660, soit environ 20 km. Au niveau de l'espace aérien, les classes A et B, définies par l' Organisation de l'aviation civile internationale, ne sont pas utilisées en Finlande. Dans les classes C et D, les points d'accès à l'aéroport, les aérodromes et les zones aéroportées militaires, le pilote doit être en communication radio continue avec le contrôle de la circulation aérienne. Dans l'espace aérien de classe G, aucune liaison radio n'est requise autre que les règles de vol aux instruments de vol.

### Aéroports et trafic

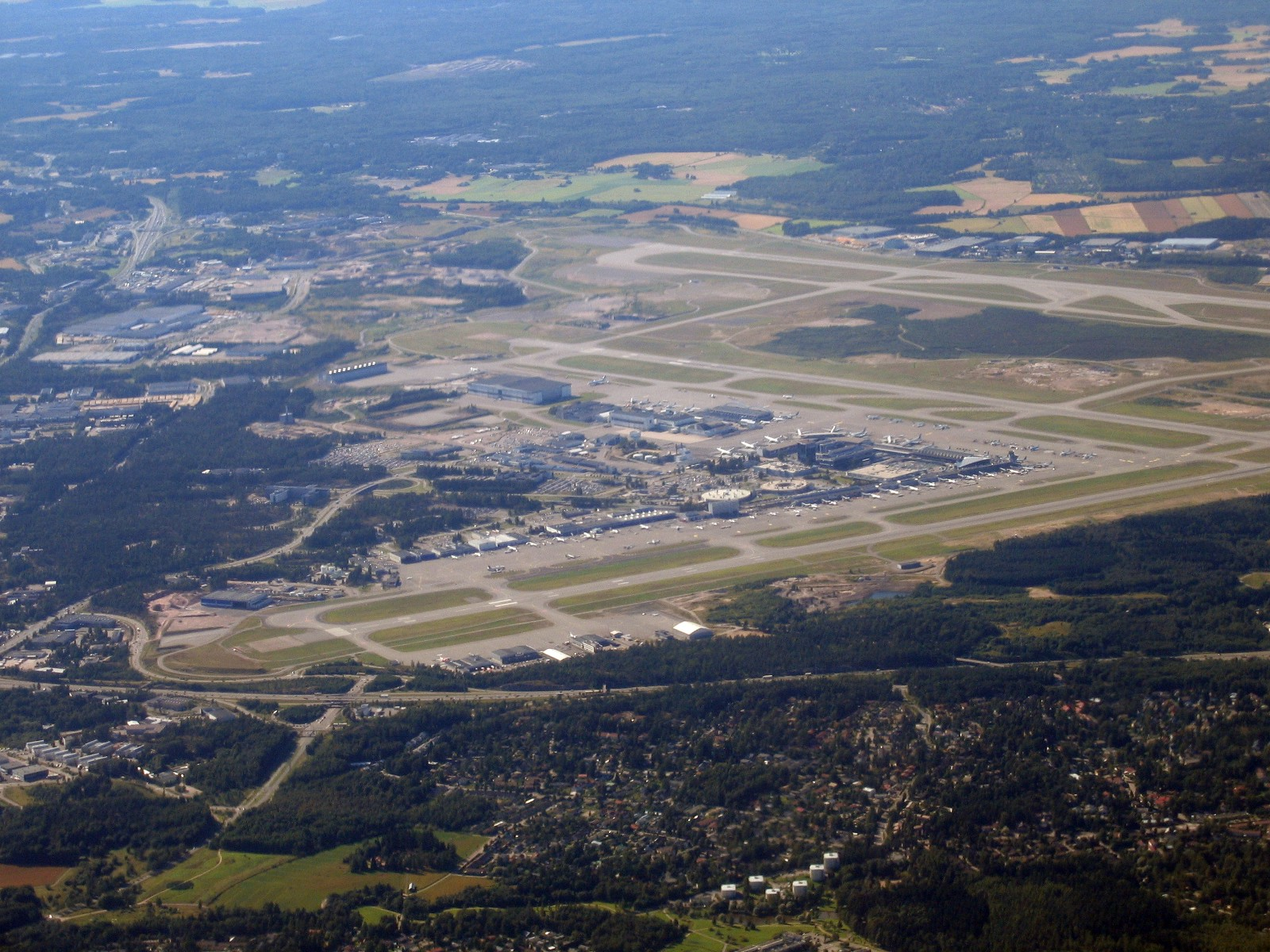
Vue aérienne de l'aéroport d'Helsinki-Vantaa (2009).

Finavia dispose de 24 aéroports en Finlande. Le plus dynamique est celui d'Helsinki-Vantaa, avec plus de 15 millions de passagers par an. L'aéroport d'Oulu en est un autre avec moins d'un million de passagers, tandis que celui de Rovaniemi en compte un tiers de moins, soit 450 000 passagers, en 2014. Les voyageurs en provenance de l'Asie augmentent les volumes de passagers d'Helsinki-Vantaa.
Au niveau du partage de code, vols charters inclus, plus de 50 compagnies aériennes internationales desservent la Finlande.
Le trafic aérien vers la Finlande a augmenté du point de vue logistique. Bien que le nombre de cargaisons aériennes soit faible, sa valeur est proportionnelle plus grande. Des connexions aériennes efficaces et denses contribuent à l'attractivité des régions. Le maintien du réseau d'aéroports à grande vitesse présente des défis. De nombreux itinéraires et aéroports sont, indépendamment, peu rentables ou déficitaires. Alors que le trafic national est souvent sans concurrence et se heurte à des problèmes de rentabilité, les compagnies aériennes à bas coûts ouvrent des routes à travers le pays.

### Flotte d'aéronefs
L' Agence de sécurité du transport finlandais (en) (Trafi) tient un registre des aéronefs, à l'exception de ceux utilisés par les forces armées finlandaises.
Ce registre des aéronefs civils en compte environ 1 500,.
En 2014, 661 d'entre eux étaient des avions, 111 hélicoptères et autogires, 390 planeurs, 54 plus légers que l'air (principalement des montgolfières) et 318 planneurs ultra-légers motorisés. Les types d'aéronefs les plus courants sont le Piper PA-28 (68 avions) et le Cessna 172 (41 avions). Finnair a exploité un total de 45 avions en 2015.

## Sources de la traduction
- (en)/(fi) Cet article est partiellement ou en totalité issu des articles intitulés en anglais « Transport in Finland » (voir la liste des auteurs) et en finnois « Liikenne Suomessa » (voir la liste des auteurs).